# 결합분포
확률론에서 결합 분포란 확률 변수가 여러 개일 때 이들을 함께 고려하는 확률 분포이다. 결합 분포는 확률 분포의 일종이므로 결합 확률 분포라고도 한다.

## 이산적인 경우
이산 확률 변수 X, Y에 대한 결합 확률 질량 함수는 Pr(X = x & Y = y)로 쓸 수 있다. 그러면 다음 식이 성립한다.
{\displaystyle P(X=x\ \mathrm {and} \ Y=y)=P(Y=y|X=x)P(X=x)=P(X=x|Y=y)P(Y=y)\;}
이것들은 확률이기 때문에 다음 식이 성립한다.
{\displaystyle \sum _{x}\sum _{y}P(X=x\ \mathrm {and} \ Y=y)=1\;}

## 연속적인 경우
연속 확률 변수에 대한 결합 확률 밀도 함수는 fX,Y(x, y)로 쓸 수 있고, 다음 식이 성립한다.
{\displaystyle f_{X,Y}(x,y)=f_{Y|X}(y|x)f_{X}(x)=f_{X|Y}(x|y)f_{Y}(y)\;}
여기서 fY|X(y|x)와fX|Y(x|y)는 각각 X = x가 주어질 때의 Y와, Y = y가 주어질 때의 X에 대한 조건 분포이다. 그리고 fX(x)와 fY(y)는 각각 X와 Y의 주변 분포이다.
역시 이것들은 확률이기 때문에 다음 식이 성립한다.
{\displaystyle \int _{x}\int _{y}f_{X,Y}(x,y)\;dy\;dx=1.}

## 독립 변수의 결합 분포
모든 x, y에 대해서 이산 확률 변수인 경우에는 {\displaystyle \ P(X=x\ {\mbox{and}}\ Y=y)=P(X=x)\cdot P(Y=y)}, 연속 확률 변수인 경우에는 {\displaystyle \ p_{X,Y}(x,y)=p_{X}(x)\cdot p_{Y}(y)}가 성립하면, X와 Y는 독립이라고 한다.

## 다차원 분포
두 확률 변수에 대한 결합 분포는 여러 확률 변수 X1, ..., Xn에 대한 분포로 확장할 수 있다. 다음 관계에 따라서 변수를 순서대로 더하면 된다.
{\displaystyle f_{X_{1},\ldots ,X_{n}}(x_{1},\ldots ,x_{n})=f_{X_{n}|X_{1},\ldots ,X_{n-1}}(x_{n}|x_{1},\ldots ,x_{n-1})f_{X_{1},\ldots ,X_{n-1}}(x_{1},\ldots ,x_{n-1}).}

## 같이 보기
- 베이즈 네트워크